# 德亭镇
德亭镇，是中华人民共和国河南省洛陽市嵩县下辖的一个乡镇级行政单位。

## 行政区划
德亭镇下辖以下地区：
德亭村、赵元村、黄水庵村、佛泉寺村、龙王庙村、张湾村、南台村、孙元村、杨村、栗子元村、杨庄村、段坪村、庄科村、梅子沟村、上蛮峪村、下蛮峪村、乔家村、山峡村、元湾村、杨湾村、酒店村、大王沟村、小王沟村和老道沟村。